# Suvorov Glacier
Suvorov Glacier är en glaciär i Antarktis. Den ligger i Östantarktis. Nya Zeeland och Australien gör anspråk på området. Suvorov Glacier ligger 234 meter över havet.
Terrängen runt Suvorov Glacier är kuperad åt nordväst, men åt sydost är den platt. Terrängen runt Suvorov Glacier sluttar österut. Trakten är obefolkad. Det finns inga samhällen i närheten.